# Fiat 702

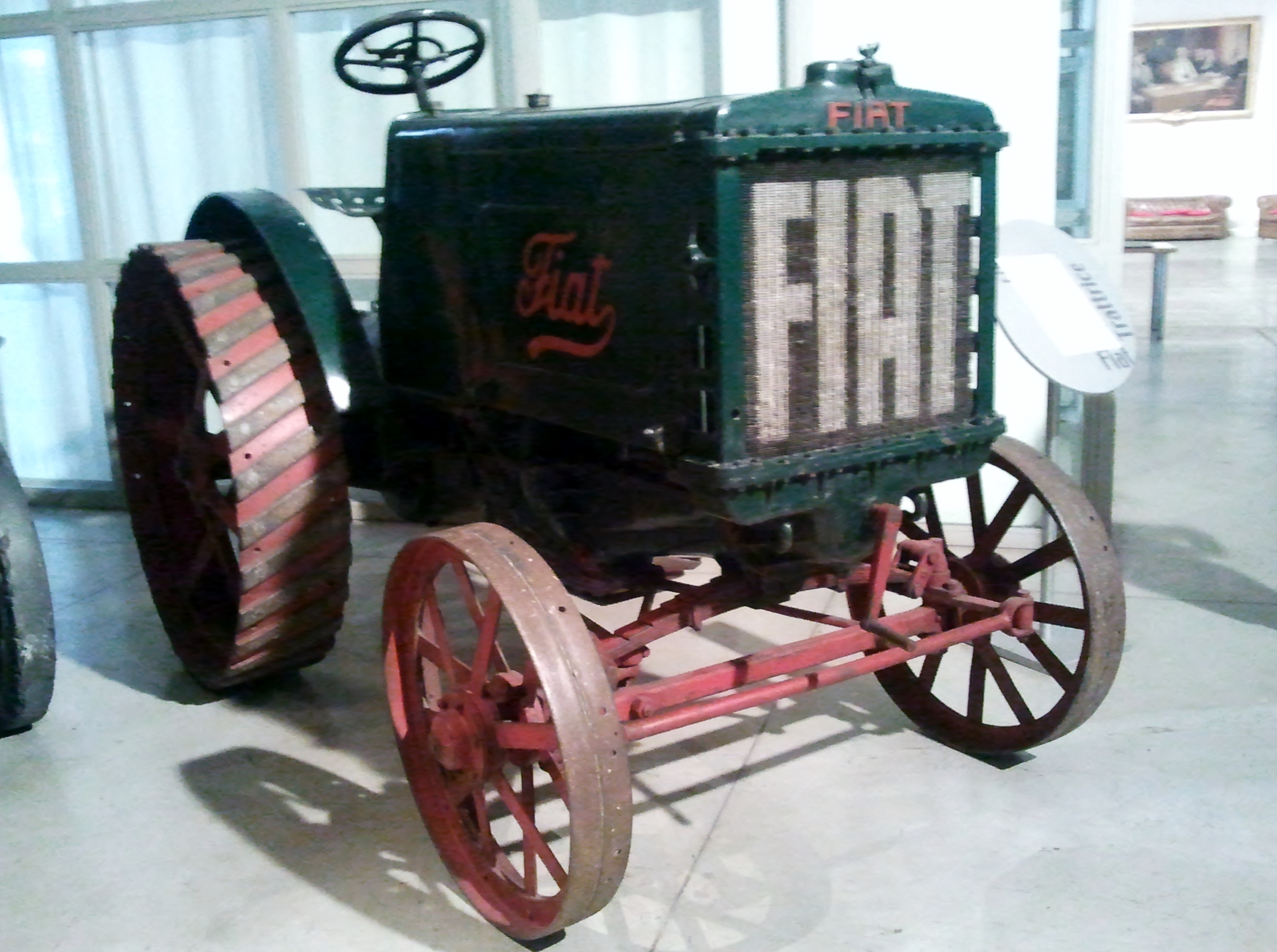

Het tractormodel 702 van Fiat ging in 1919 in de verkoop in de Fiatfabriek in Turijn. Die diende als ploegmachine en door middel van een vliegwiel voor het aandrijven van stationaire dorsmachines.
Eind jaren twintig maakte een kleinere 700-serie het debuut in zowel uitvoeringen met wielen als met rupsbanden. Ze hadden een diesel- of een benzinemotor. 
De Tweede Wereldoorlog bracht Italië aan de rand van de afgrond. Na de oorlog lukte het Fiat om grote aantallen kleine auto's te verkopen, maar de verkoop van tractoren was minder. Ze waren te groot en te duur voor de gemiddelde boer. De oplossing kwam in de vorm van een tractor waarmee iedere landeigenaar uit de voeten kon, Model 18 of ook wel la piccola genoemd.